# Columbia (Supercomputer)

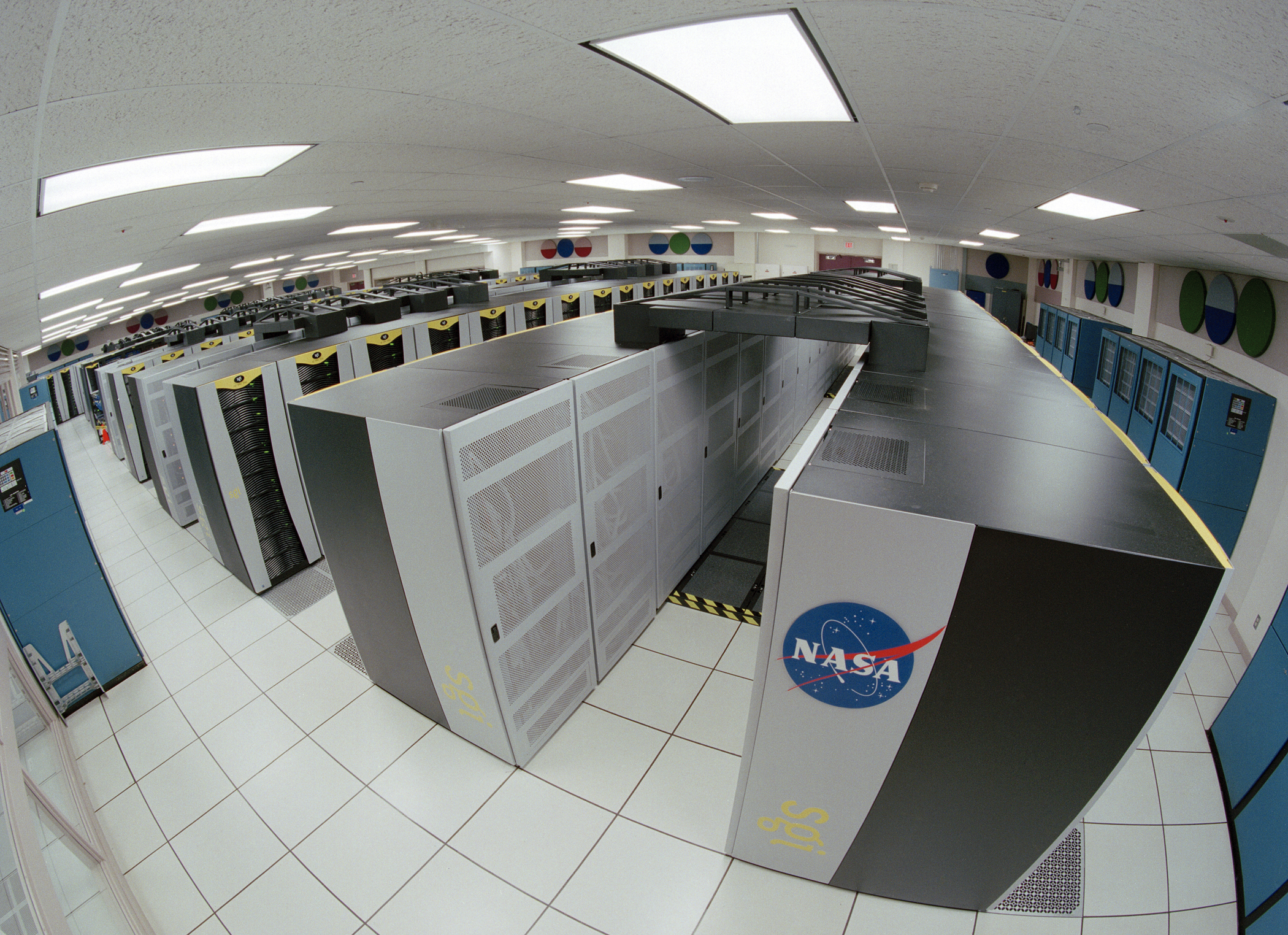
Weitwinkelaufnahme des Columbia-Supercomputers der NASA (2006)

Columbia ist der Name eines Supercomputers, der von 2004 bis 2013 von der amerikanischen Raumfahrtbehörde NASA betrieben wurde. Er wurde vor allem für Simulationen verwendet, beispielsweise um das Verhalten von Raketen oder des Space Shuttles während des Fluges zu berechnen.
Der SGI-Altix-Computer befindet oder befand sich im Ames Research Center in Mountain View, Kalifornien und war zum Zeitpunkt seiner Inbetriebnahme mit 42,7 TFLOPS der leistungsfähigste Computer der Welt. In der letzten Ausbaustufe bestand er aus 27 Maschinen mit je 512 Intel Itanium 2 Prozessoren, insgesamt also 13.824 Prozessoren mit einer Leistung von 66,57 TFLOPS. Als Betriebssystem wurde SUSE Linux Enterprise Server verwendet.
Im Juni 2005 belegte er in der TOP500-Liste der 500 leistungsfähigsten Computersysteme Platz vier, in der Liste von Juni 2009 Platz 58 und in der vom November 2011 Rang 268.
Seinen Namen erhielt er in Erinnerung und Ehrung des am 1. Februar 2003 verunglückten Space Shuttles Columbia.